# Cristódulo II de Jerusalém
Cristódulo II de Jerusalém, dito Abu Sal, foi o patriarca de Jerusalém entre 966 e 969. Era um natural de Cesareia Marítima e seu nome era Habibe. Cristódulo II morreu em 23 de dezembro de 968 no Cairo (Egito) e foi sepultado em Alexandria, na Igreja de São Teodoro. Ele começou a reconstruir a Igreja do Santo Sepulcro.